# Norbert Kruse (Germanist, 1942)
Norbert Kruse (* 1942 in Neisse, Oberschlesien) ist ein deutscher Germanist.

## Leben
Kruse wuchs in Krefeld auf und studierte an der Universität Bonn Germanistik, katholische Theologie, Philosophie und Pädagogik. Er wurde 1972 in Münster mit einer altgermanistischen Arbeit 1972 promoviert und lehrte kurze Zeit an der PH Schwäbisch Gmünd. Ab 1974 war er bis zu seiner Emeritierung 2006 Professor für deutsche Sprache und Sprachdidaktik an der Pädagogischen Hochschule Weingarten.
Kruse erforschte die Geschichte der Heilig-Blut-Verehrung in Weingarten, verantwortete zusammen mit Hans Ulrich Rudolf weitbeachtete Ausstellungen zum Thema in Weingarten 1994 und 2004 und veröffentlichte zahlreiche Schriften zur Geschichte Weingartens und der Reichsabtei Weingarten, zur Heilig-Blut-Verehrung sowie zu Schriftdenkmälern und Flur- und Ortsnamen der Region.

## Schriften
(Auswahl)
- Die Kölner volkssprachige Überlieferung des 9. Jahrhunderts. (Rheinisches Archiv; 95). Roehrscheid, Bonn 1976, ISBN 3-7928-0384-4, zugl. Dissertation, Universität Münster 1972 (Rezension)
- Die Weingartner Buchunterschrift, in: Althochdeutsch. Bd. 1: Grammatik. Glossen und Text. Heidelberg 1987, S. 895–899.
- Ein Weingarter Gedicht zum Tode Friedrich Barbarossas. In: Norbert Kruse, Harald Pfaff (Hrsg.): „Swer des vergezze der tet mir leide“. Festschrift für Siegfried Rother. Eppe, Bergatreute 1989, ISBN 3-89089-350-3, S. 15–22
- Herausgeberschaft mit Hans Ulrich Rudolf: 900 Jahre Heilig-Blut-Verehrung in Weingarten 1094-1994. Katalog und Festschrift. 3 Bände. Thorbecke, Sigmaringen 1990, ISBN 3-7995-0398-6
- Herausgeberschaft: Vierzig Jahre Lehrerbildung in Weingarten. Pädagogische Hochschule, Weingarten 1990
- Herausgeberschaft mit Hans Ulrich Rudolf, Dietmar Schillig, Edgar Walter: Weingarten von den Anfängen bis zur Gegenwart. Biberacher Verlags-Druckerei, Biberach 1992, ISBN 3-924489-61-0
- Die Weingartener Heilig-Blut-Tafel von 1489. (Kleinode; 1). Kreissparkasse, Ravensburg 1994[3]
- Martinskirche, Martinskloster, Martinskult in Altdorf-Weingarten. In: Werner Groß, Wolfgang Urban (Hrsg.): Martin von Tours. Ein Heiliger Europas. Schwabenverlag, Ostfildern 1997, ISBN 3-7966-0897-3, S. 101–124
- Ach, Berg! Zur Deutung des Burgnamens Achberg. In: Irene Pill-Rademacher (Hrsg.): Schloß Achberg. Annäherungen an ein barockes Kleinod Oberschwabens. Oberschwäbische Verlags-Anstalt, Ravensburg 1999, ISBN 3-926891-23-8, S. 87–94
- Eine neue Schrift Notkers des Deutschen. Der althochdeutsche Computus, in: Sprachwissenschaft, Bd. 28 (2003), S. 123–155
- 804-2004. 1200 Jahre Heilig-Blut-Tradition. Katalog der Jubiläumsausstellung der Stadt Weingarten. Eppe, Aulendorf 2004, ISBN 3-89089-075-X
- Eine Rabenstadt? Zur Deutung des Ortsnamens Ravensburg. In: Ulm und Oberschwaben, Bd. 55 (2007), S. 27–50.
- Ein spätmittelalterliches Ave-Maria-Gedicht in deutscher Sprache aus dem Kloster Weingarten. In: Ulm und Oberschwaben. Bd. 56 (2009), S. 9–25
- Weingartens Straßennamen im „Dritten Reich“. Eppe, Bergatreute 2009, ISBN 978-3-89089-099-9
- Ein mittelhochdeutsches Preisgedicht auf den Weingartner Abt Berthold († 1232). In: Ulm und Oberschwaben, Bd. 57 (2011), S. 9–16
- Klostergeschichte, Klosterrechte und die Welfen. Zu einer wenig bekannten Aufzeichnung aus der Frühzeit des Klosters Weingarten, in: Schriften des Vereins für Geschichte des Bodensees und seiner Umgebung, 129. Jg. 2011, S. 61–75 (Digitalisat)
- Volkssprachige Schreibanweisungen und Glossen in einer Handschrift des 12. Jahrhunderts aus Weingarten. In: Sprachwissenschaft. Bd. 37 (2012), Heft 3, S. 333–373
- Die Weingartner Kaiserchronik. Einordnung der Welfen in die Weltgeschichte, in: Schriften des Vereins für Geschichte des Bodensees und seiner Umgebung, 131. Jg. 2013, ISBN 978-3-7995-1719-5, S. 33–50 Digitalisat
- Deutsche Literatur des Mittelalters in Handschriften aus dem Kloster Weißenau. In: Ulm und Oberschwaben, Bd. 59 (2015), S. 40–62

Artikel in der Zeitschrift Im Oberland:
- mit Martin Selge: Minnesang im Oberland. Schenk Ulrich von Schmalegg-Winterstetten. Heft 1/1990, S. 11–18 und Heft 1/1991, S. 11–18
- Zwei alte Ortsnamen im Kreis Ravensburg: Altdorf und Weingarten, Heft 1/1992, S. 17–24
- Der Ortsname Baienfurt, Heft 2/1993, S. 18–23
- Die Weingartener Heilig-Blut-Tafel von 1489 und ihre Bilderläuterungen, Heft 1/1994, S. 30–37
- Der Name Isny und die älteste Namenschicht des Kreises Ravensburg, Heft 2/1996, S. 21–26
- Orte und Ortsnamen bis zum Ende des 8. Jahrhunderts im Kreis Ravensburg, Heft 1/1999, S. 40–49
- Die Argen und ihre Namen. Heft 2/2002, S. 55–64
- Ein unbekannter althochdeutscher Text in Isny: Notker der Deutsche zu Fragen der Astronomie, Heft 2/2003, S. 9–17
- 1200 Jahre Haisterkirch und Wengen, Heft 1/2005, S. 23 f.
- Der Name „Amtzell“ – ein Ort findet seinen Gründer, Heft 2/2006, S. 8–15
- Gwigg: Name und fragliches Alter des Ortes, Heft 1/2008
- Der Neubau der barocken Klosterkirche in Weingarten: Verherrlichung und Klage in einem Theaterstück von 1717, Heft 1/2009
- Vom Hund gebissen? Zur Deutung des Familiennamens Humpis, Heft 2/2011, S. 45–51